# Snuol
Snuol es uno de los cinco distritos que forman la provincia camboyana de Kratié, con una población estimada en marzo de 2008 de 61 603 habitantes. Está dividido en las siguientes  comunas (khum), que se muestran asimismo con población estimada de 2008:
- Khsuem 9,064
- Pir Thnu 10,673
- Snuol 16,562
- Srae Char 15,950
- Svay Chreah 9,354[1]